# Colonia Francisco I. Madero, Morelos kommun
Colonia Francisco I. Madero är en ort i kommunen Morelos i delstaten Mexiko i Mexiko. Samhället hade 816 invånare vid folkräkningen år 2020.